# Polyrhachis lachesis
Polyrhachis lachesis är en myrart som beskrevs av Auguste-Henri Forel 1897. Polyrhachis lachesis ingår i släktet Polyrhachis och familjen myror. Inga underarter finns listade i Catalogue of Life.